# Prosetín (ort i Tjeckien, Vysočina)
Prosetín är en ort i Tjeckien.   Den ligger i regionen Vysočina, i den östra delen av landet, 160 km öster om huvudstaden Prag. Prosetín ligger 564 meter över havet och antalet invånare är 415.
Terrängen runt Prosetín är huvudsakligen kuperad, men den allra närmaste omgivningen är platt. Runt Prosetín är det ganska glesbefolkat, med 31 invånare per kvadratkilometer. Närmaste större samhälle är Boskovice, 19,6 km öster om Prosetín. I omgivningarna runt Prosetín växer i huvudsak blandskog.